# Phyllachora danthoniae
Phyllachora danthoniae är en svampart som först beskrevs av Chardón, och fick sitt nu gällande namn av Raffaele Ciferri 1961. Phyllachora danthoniae ingår i släktet Phyllachora och familjen Phyllachoraceae.   Inga underarter finns listade i Catalogue of Life.